# Héber prepozíciók
A héberben megkülönböztetünk egyszerű és összetett prepozíciókat, írásmódjuk szerint pedig egybe- és különírtakat.

## Egyszerű prepozíciók

### Egybeírt
Három prepozíciót a héber egybeír a szó elejével, ezek:
- -בְּ bə- -ban, -ben, -val, -vel
- -כְּ kə- olyan, mint; szerint (mindenféle hasonlításra)
- -לְ lə- -nak, -nek; számára, részére, neki; birtoklás

Pontozása alapesetben svával történik. Eltérések:
- svával kezdődő szó előtt i :
- összetett svák előtt a svá „színének” megfelelő teljes magánhangzó:
- névelős szó előtt elnyeli a névelőt és átveszi annak magánhangzóját:

### Egybe- és különírt
A מִן־ min- -ból, -ből, -tól, -től, -ról, -ről prepozíciónak a különírt alakja mellett (melyet mindig maqqéffel kapcsolunk a szóhoz) létezik rövidült alakja is.
- Alapalakja -מִ + dages forte, mivel a beolvadó nún az első mássalhangzót kettőzi (מִן־בַּיִת min-`bajit → מִבַּיִת mi`bbajit házból),
- A nem kettőzhető álef, hé, chet, ajin és res (א ה ח ע ר) torokhangok előtt az i é-be nyúlik: -מֵ mé- (מֵאָדָם méádám embertől, מֵהָאוֹר méháór a világosságból).

Az egybe- és különírt alakok között nincs jelentésbeli különbség.

### Különírt
Az összes többi prepozíciót külön írjuk szótól, maqqéffel vagy anélkül (ez egyeseknél kötelező, másoknál nem).

## Összetett prepozíciók
Az összetett prepozíció azt jelenti, hogy több prepozíció kapcsolódik össze egyetlenné. Ezek lehetnek egyszer- vagy többszörösen összetettek, jelentésükre nézve pedig az alap-prepozíciót erősítők vagy fordítva, annak ellenkező értelmet adók.

## A prepozíciók jelentéstartalma
A héber prepozíciók jelentéstartalma sok esetben jóval bővebb, mint az számunkra természetes lehet.

## A prepozíciók eredete
Valamennyi héber prepozíció visszavezethető egy hárombetűs gyökre, így ezek névszói származásúak.

## Prepozíciók listája
- -בְּ
- -כְּ
- -לְ
- מִן min (-מִ mi-, -מֵ mé-) -ból, -ből, tól, -től, ról, -ről (mindenféle elvonás); -nál, -nél (hasonlító szerkezetben)
- אֵת ét (-אֶת et-) -t tárgyrag
- עַד ad -ig
- לִפְנֵי lifné előtt, elé
- מִלִּפְנֵי millifné elől
- מוּל múl
- עַל al -on, en, -ön; rajta; rá; ellen (minden valamire irányuló mozgás)
- אֶל־ el- -hoz, -hez, -höz; -nak, -nek (mindenfajta oda irányuló mozgás; a ל-el ellentétben birtoklást nem  fejez ki).